# Loi du 21 août 2003 portant réforme des retraites
Pour les articles homonymes, voir Loi Fillon.
 (juin 2009).
Lire en ligne

Texte sur Légifrance

Réforme Balladur des retraites de 1993 Réforme des retraites en France en 2010
La loi du 21 août 2003 portant réforme des retraites, dite « loi Fillon sur les retraites », est une réforme du régime des retraites de base conduite en 2003 par François Fillon (alors Ministre des Affaires sociales), qui a modifié le système de la retraite en France.
Cette loi étend la réforme Balladur des retraites de 1993 à la fonction publique, mais ne concerne pas les retraites complémentaires ni les retraites cadres, mais les retraites portant sur la part des revenus inférieurs au plafond de la Sécurité Sociale (la tranche A) soit 3 086 € mensuels en 2013. Elle a été conçue selon Jacques Chirac dans une optique annoncée de sauvegarde de la retraite par répartition. Ses principales dispositions incluent un allongement de la durée de cotisation, des incitations à l'activité des « seniors » et la mise en place d'un système de retraite par capitalisation individuel, le PERP, à l'image de ce qu'ont prévu la plupart des systèmes de retraite en Europe. Ayant suscité un important mouvement social en 2003, elle est encore critiquée en 2007 comme ayant été insuffisante pour assurer la pérennité du système.

## Contexte de la réforme

### Contexte historique
Les retraites en France se sont développées tout d'abord dans certaines branches d'activités et dans certaines grandes entreprises dès l'entre-deux guerres avant d'être généralisées à l'ensemble de la population dans le cadre des ordonnances de la sécurité sociale en 1945. Le système de retraite institué à cette date est basé sur le principe de la solidarité intergénérationnelle au travers d'un système par répartition. En 1945, la durée de cotisation n'est que de 15 ans (puis passe à 30 ans dès 1947). De même, l'âge de départ à la retraite est fixé à 65 ans mais le taux de remplacement c'est-à-dire le rapport entre le montant de la première pension mensuelle versée et le dernier salaire, est fixé à un taux faible. En 1967, des ordonnances divisent le régime général de la sécurité sociale en 3 branches ; les retraites des salariés dépendent maintenant de la Caisse nationale de l'assurance vieillesse des travailleurs salariés (CNAVTS). En 1972, pour profiter d'une retraite à taux plein, il faut maintenant cotiser 37,5 ans (gouvernement Georges Pompidou). En 1973, la retraite complémentaire (pour les salariés du privé) est généralisée et devient obligatoire. En 1982, François Mitterrand abaisse l'âge de départ à la retraite à 60 ans au lieu de 65 ans pour un taux plein à 50 %. En 1991 sort le Livre Blanc commandé par Michel Rocard, il servira de base à la réforme Balladur de 1993. En 1994, la loi Madelin permet à 2 millions de travailleurs indépendants de capitaliser pour leur retraite. Le fonds de réserve pour les retraites est créé en 1999 et le conseil d'orientation des retraites en 2000, tandis que la plupart des autres systèmes de retraite en Europe ont connu des réformes dans les années 1990.

## Le système de retraite français
Il existe trois grands types de régime des retraites en France : le régime général des salariés et les régimes assimilés, les régimes des travailleurs indépendants et les régimes spéciaux. Le régime général s'adresse aux salariés du privé. Comme il n'assure tout au plus que 50 % du plafond de la Sécurité Sociale (soit 1 543 € mensuels en 2013), cette retraite est complétée par des régimes complémentaires obligatoires (dont les principaux sont l'AGIRC et l'ARRCO). Les régimes spéciaux s'adressent aux fonctionnaires, aux salariés des grandes entreprises publiques (exemple : EDF/GDF). Dans les régimes assimilés au régime général, on dénombre le régime de base des artisans, commerçants et agriculteurs par le biais de caisses autonomes qui proposent également des régimes complémentaires. Les régimes des travailleurs indépendants sont organisés par profession et généralement affiliés à la Caisse national d'assurance vieillesse des professions libérales (CNAVPL).
Les retraites en France sont organisées selon le principe de la solidarité intergénérationnelle, c'est-à-dire que les pensions des retraités actuels sont payés par des prélèvements sur les actifs ; une partie des cotisations sociales sont versées à des caisses de retraites qui vont elles-mêmes rémunérer les retraités proportionnellement à leur durée de cotisation et évidemment proportionnellement à leur revenu d'activité. Les salariés en cotisant s'offrent d'une certaine façon des droits pour leur propre retraite. L'esprit général de ce système est donc de reconnaître aux retraités le droit d'être improductifs après l'avoir été durant toute leur période d'activité. Il ne s'agit donc pas d'un principe d'assistanat aux personnes âgées mais d'une forme d'assurance des salariés. Néanmoins, les personnes âgées qui n'ont pas assez cotisé au cours de leur vie active perçoivent un revenu minimum, l'allocation de solidarité aux personnes âgées.

## Les réformes de 1993, 1995 et 1999, avant la Loi Fillon

### Laréforme Balladur des retraites de 1993
À partir du Livre Blanc commandé par Michel Rocard en 1991, Édouard Balladur réforme en 1993, le régime général (celui des salariés du privé) ; trois grandes mesures sont prises : l'allongement de la durée de cotisation pour bénéficier d'une retraite à taux plein passe progressivement de 37,5 années à 40 années. Le salaire moyen de référence, base du calcul de la pension est calculé sur les 25 meilleures années et non plus sur les 10 meilleures. La revalorisation de la pension se fera à partir de l'évolution des prix et non plus à partir de l'évolution générale des salaires. La réforme Balladur des retraites de 1993 ne concerne que le secteur privé et le plan Juppé de 1995 tente de l'étendre au secteur public, ce qui ne sera réalisé que par la loi Fillon de 2003.

### L'échec du projetJuppéde 1995, à destination des fonctionnaires et les régimes de retraites sociaux
Le projet Juppé échoue en 1995. Il voulait étendre à la fonction publique les mesures Balladur.
Lionel Jospin organise l'ouverture de négociations sur les retraites de la fonction publique qui sont aussitôt refermées. Un fonds de réserve pour les retraites est créé. Son objectif est d'accumuler 152 milliards d'euros d'ici à 2020 par des recettes exceptionnelles (excédent de certaines branches, recettes de privatisations). Le conseil d'orientation des retraites (COR) est créé en 2000. Laurent Fabius crée le plan d'épargne salariale volontaire donnant droit à des exonérations fiscales.
De nombreux rapports d'experts sont rédigés à la demande du gouvernement à partir du milieu des années 1990 au moment où sont anticipés des problèmes de financement et une évolution démographique inquiétante.

### La loi de 1999 créé leFonds de réserve pour les retraites
La gauche, au pouvoir à partir de 1997, abrogera cette dernière mesure, mais n'entreprendra pas de vraie réforme à cause du répit accordé par une forte croissance économique. La loi de financement de la Sécurité sociale de 1999 créé néanmoins un fonds d'investissement, dénommé Fonds de réserve pour les retraites (FRR). Ce dernier a pour mission d'engranger les surplus des années de forte croissance économique, de les mettre en réserve et les placer sur les marchés financiers, avec des règles de prudence renforcées par rapport à celles des fonds de pension, afin de combler les déficits en période de crise. Plusieurs autres des systèmes de retraite en Europe ont prévu des fonds de ce type.

## Le temps de l'expertise
Le rapport Briet (1995) au nom de l'équité entre les générations, demande l'allongement de la durée de cotisation, puis le rapport Charpin (1999) demande l'allongement de la durée de cotisation à 42,5 ans afin de résoudre le problème de l'augmentation massive des besoins de financement dont le paroxysme sera l'année 2040. Un an après, le rapport Teulade (2000) relativise le problème de financement en se basant sur des hypothèses économiques très optimistes. Le rapport Taddéi (2001) préconise la mise en place d'un système de « retraites choisies et progressives ».

## Raisons de la réforme
La réforme Fillon (ou « contre-réforme » selon ses opposants) se justifie selon ses auteurs par quatre motifs de nature démographique, sociale, fiscale et budgétaire. Ces motifs vont déterminer les orientations prises par la loi et vont impliquer de forts remaniements au système actuel. La volonté officielle est toujours cependant de conserver le principe de la répartition comme base de financement des retraites.

### Les motifs
- Motifs démographiques :

De par son principe de base, le système actuel doit être réformé de manière à pouvoir accompagner l'arrivée prochaine à l'âge de la retraite des générations issues du baby boom.
En effet, cette réduction substantielle de la population active va modifier le rapport nombre d'actif/nombre d'inactif qui passerait ainsi de 2,2 en 2002 à 1,5 en 2020. Cet effet « ciseaux démographiques » fait l'objet d'un consensus. Officiellement, sans réforme, « le besoin de financement est estimé en 2020 à 43 milliards d'euros par an. » C'est ce même motif qui était en partie à l'origine de la réforme Balladur de 1993.
Par ailleurs, le gouvernement Raffarin a décidé d'utiliser comme levier de réforme l'allongement de la durée de cotisation, ce qui lui semble d'autant plus justifié que l'espérance de vie va progresser en moyenne de 6 ans entre 2000 et 2040.
- Motifs sociaux.

La réforme doit être l'occasion de corriger les inégalités du système. Selon François Fillon, il s'agit de « retrouver l'esprit de 1945 ». Ce motif va servir de tremplin pour aligner la durée de cotisation des fonctionnaires sur celle du privé en jouant sur la notion d'égalité. Par ailleurs, le texte voté veut garantir des pensions convenables aux salaires modestes et aux travailleurs de longue durée, avec également l'instauration de l'indexation des pensions sur les prix et non plus sur les salaires. Le gouvernement va également prendre cette réforme comme un moyen de changer « la perception de la notion de travail » ; il cherche ainsi à renforcer la place du travail dans les institutions formant les liens de la société. Enfin, la réforme veut donner une nouvelle place aux partenaires sociaux dans les débats futurs, sur les modifications du système d'ores et déjà programmées.
- Motif de la retraite à la carte

La réforme doit permettre de donner « davantage de liberté et de souplesse » aux futurs retraités. Il s'agit de laisser plus de place au système individualiste de la retraite par capitalisation dans la lignée du plan partenarial d'épargne salariale volontaire de Laurent Fabius. D'autre part les retraités disposent de marges plus importantes dans la loi dans la mesure où ils peuvent racheter des trimestres, 12 au maximum au titre de leurs années d'études supérieures et travailler au-delà de la limite autorisée (avec une surcote, pour favoriser l'activité des séniors).
- Motif budgétaire : garantir le financement de la réforme

Cette partie présentée par la loi montre les sources de financement que le gouvernement va mobiliser pour financer la réforme et combler le besoin de financement. Ce besoin de financement est évalué à 43 milliards d'euros : la réforme doit permettre un solde net de 18 milliards soit 46 % du total. Le gouvernement va compléter ce premier solde par une hausse des cotisations vieillesse notamment dans la fonction publique à partir de 2006. Le reste doit être financé par une baisse du taux de chômage à 5 % d'ici 2020 soit une économie prévue de 15 milliards d'euros.

## Chronologie de la réforme et forces en présence
François Fillon, Ministre des Affaires Sociales en 2003 dans le gouvernement Raffarin, est donc chargé d'organiser la réforme des retraites, avec l’aide de Jean-François Cirelli, alors Directeur adjoint chargé des questions économiques, industrielles et sociales à Matignon. Il élabore un calendrier précis avec pour objectif de faire adopter la réforme fin juin 2003. François Fillon après s'être intéressé aux différents régimes en Europe au cours du mois de janvier, présente pour la première fois les contours du projet gouvernemental le 3 février 2003. Le mois de février s'achève par les rencontres du Ministre avec l'ensemble des partenaires sociaux. Les cinq organisations syndicales considérées comme représentatives et le MEDEF sont ainsi consultés, le Ministre voulant connaître les différentes positions. Le Ministre communique mi-avril aux organisations syndicales « les grandes lignes » de sa réforme. Le 24 avril constitue un tournant : M. Fillon confirme les grands principes de sa réforme au cours de l'émission 100 minutes pour convaincre où il déclare notamment que sa réforme est « la seule réforme possible ».
Ce constat n'est partagé par aucune des organisations syndicales françaises à l'exception notable du MEDEF : les grèves éclatent. L'UNSA, le G10 Solidaires, la FSU se joignent à la CFDT, la CGT, la CFE-CGC, la CFTC et à FO lors d'un mouvement de grève unitaire qui rassemblera le 13 mai 2003 entre 1 et 2 millions de manifestants. Entre-temps, le Premier Ministre Jean-Pierre Raffarin déclare : « C'est pas la rue qui gouverne ! ». Les négociations dans la foulée échouent avec la CGT, FO et la CFTC mais la CFE-CGC et surtout la CFDT se rangent finalement derrière le projet de loi le 15 mai. La décision de la direction de la CFDT de soutenir la réforme des retraites est vivement contestée en interne ; le syndicat entre en crise et perd des milliers d’adhérents.
Les grèves se poursuivent malgré tout pendant quelque temps et le 25 mai, entre 300 000 et 600 000 personnes manifestent à Paris, autour de positions de plus en plus radicales (« 37,5 annuités pour tous »). De l'autre côté, des partisans de la réforme se mobilisent également, à l'initiative d'associations proches des idées libérales comme Liberté chérie : le dimanche 15 juin, 18 000 à 150 000 personnes manifestent (estimations respectives de la police et des organisateurs ; Le Monde parle de 30 000 manifestants) ; l'ampleur de cette manifestation en faveur de la réforme surprend, les précédentes n'ayant rassemblé que quelques centaines de personnes. Ceux-ci se revendiquent comme étant les représentants de la « majorité silencieuse », qui approuverait la réforme et qui subirait les « privilèges » et les « grèves incessantes » des opposants à la réforme.
Mi-juin, le projet est présenté au conseil des ministres. Dans le même temps, les tergiversations syndicales annihilent les envies de « grève générale » d'une bonne partie des grévistes.
Les débats à l'Assemblée nationale débutent fin juin. Malgré le dépôt par la gauche parlementaire de multiples amendements qualifié par le gouvernement d'obstruction parlementaire, la réforme Fillon est adoptée le 4 juillet 2003 par le Palais Bourbon. Le Sénat en fait de même le 18 juillet 2003 avant que le Conseil constitutionnel n'avalise complètement la loi.

## Principales mesures de la réforme

### Durée de cotisation
La réforme décide un allongement de la durée de cotisation à 40 ans en 2008 pour les fonctionnaires ainsi alignés, sur ce point, sur le régime général.
La durée de cotisation va s'allonger progressivement pour l'ensemble des actifs à 41 ans en 2012. De plus, la loi lie cette durée aux gains d'espérance de vie dans les prochaines années.
La réforme Fillon de 2003 prévoyant que la durée de cotisation pour une retraite à taux plein, progresse en fonction des gains d’espérance de vie et prévoit qu'elle elle atteint 41 ans en 2012. La réforme suivante, de 2010 décide de la fixer à 41 ans et trois mois à partir de 2013, pour les personnes nées en 1953 et 1954 et trace une perspective pour qu'elle soit de 41,5 ans en 2020.

### Dispositif pour carrière longue
Autre mesure phare, le dispositif pour carrière longue, négocié avec la CFDT, qui donne un droit au départ anticipé à la retraite avant 60 ans aux salariés et les non salariés des régimes alignés ayant commencé à travailler jeunes, à condition d'avoir cotisé 43 ans et demi, soit deux ans de plus que la durée de 41 ans et demi nécessaire pour une retraite à taux plein.
Le dispositif pour carrière longue donne par exemple le droit de partir à l'âge de 59 ans à un salarié ayant commencé à travailler à 15 ans et demi en 1970, et qui aura cotisé 43 ans et demi en 2013. Les générations les plus concernées sont celles du baby boom, nées entre 1945 et 1949, mais les hommes représentent à eux seuls près de 85 % des bénéficiaires, car beaucoup de femmes n'avaient pas cotisé 43 ans et demi, même celles qui ont commencé à travailler à 14 ans.
Depuis le 1er janvier 2004, les salariés, salariés agricoles, exploitants agricoles, artisans, commerçants, professions libérales et avocats peuvent obtenir une retraite à taux plein dès qu'ils obtiennent le nombre requis de trimestres et cela sans attendre 60 ans à la condition d'avoir validé au moins 5 trimestres avant la fin de l'année de son 16e anniversaire pour un départ à 56, 57 ou 58 ans et d'avoir cotisé 8 trimestres de plus que la durée requise pour un départ à 56 et 57 ans ou 4 trimestres supplémentaires pour un départ à 58 ans. À cela peut s'ajouter le fait qu'un assuré né durant le dernier trimestre de l'année civile ne doit avoir que 4 trimestres. Pour un départ à 59 ans, il suffit d'avoir cotisé 5 trimestres avant la fin de l'année des 17 ans. Les régimes complémentaires ARRCO et AGIRC (tranches A et B) s'alignent sur le régime de base et accordent le taux plein dans les mêmes conditions (accord du 13 novembre 2003). Cette mesure,, largement utilisée, est prolongée au-delà de 2008 mais une loi du 21 décembre 2006 est utilisée pour augmenter fortement le nombre de trimestres nécessaires.

### Mise en place d'un plancher
Mise en place d'un plancher : la pension doit atteindre au moins 85 % du SMIC net, à partir de 2008, pour un salarié ayant une carrière complète au SMIC. Pour garantir cet objectif, le minimum contributif a été revalorisé, pour 40 années cotisées, de 3 % en janvier 2004, 3 % en janvier 2006 et 3 % en janvier 2008.
Une possibilité de rachat de durée d’assurance (en trimestres) pour les années d'études et les années incomplètes est créé, avec étalement des paiements au choix des intéressés, dans la limite de trois ans et à un prix correspondant au coût actuariellement neutre.
Mise en place d'un nouveau régime complémentaire, la retraite additionnelle de la fonction publique (RAFP). C'est un régime obligatoire par points, par capitalisation, destiné à prendre en compte les primes (alors que la pension de base ne prend en compte que le traitement indiciaire). L'assiette de cotisation est les primes dans la limite de 20 % du traitement indiciaire, le taux de cotisation est fixé à 5 % pour les employeurs et 5 % pour les fonctionnaires. Sa gestion est paritaire.
Les retraites continuent à être indexées sur les prix (dans la pratique depuis 1986, dans la loi depuis 1993) et non plus sur l'évolution des salaires. François Fillon explique cette mesure par un besoin de justice sociale en faveur des retraités (« Justice enfin pour les retraités dont le pouvoir d'achat sera garanti à travers l'indexation sur les prix »).
Un ensemble de mesures est instauré afin de favoriser l'activité des séniors, notamment un système de surcote/décote de la pension par année supplémentaire pour la surcote, et minoration de la pension lorsque le nombre de semestres est insuffisant, des mesures facilitant la retraite progressive (cumul emploi/retraite) et durcissant les conditions d'octroi de préretraites.
La Surcote pour années supplémentaires de cotisation au minimum de 40 ans exigé est fixée à 3 % et la décote pour années manquantes de cotisation à ce minimum de 40 ans est fixée à 5 % en 2008 au lieu de 10 % jusque-là, avec une convergence à 5 % pour l'ensemble des salariés à l'horizon 2015.
Il est prévu que les partenaires sociaux et le gouvernement se réunissent au moins tous les trois ans pour formuler des propositions qui doivent néanmoins tenir compte de la situation économique du pays et de la santé financière des régimes.
Le Plan d'épargne pour la retraite populaire (PERP) est créé. Il s'agit d'un système de capitalisation individuel, assorti d'une exonération d'impôts sur les versements. Il permet de viser à la constitution d'une rente viagère, qui sera utilisée au départ à la retraite. En complément, un nouveau plan d'épargne salariale a été créé, le Plan d'épargne retraite collectif (PERCO). Alimenté par les entreprises, en franchise de charges et d'impôts, et leurs salariés, il offre encore plus de souplesse et d'avantages fiscaux.
Sur le modèle suédois de « l'enveloppe orange », l'information régulière des actifs - quels que soient les régimes de retraites auxquels ils ont cotisé - devient obligatoire. Il s'agit d'une part d'une information quinquennale rappelant toutes les périodes connues de cotisations (le « relevé de situation individuelle ») et d'autre part de l'estimation du montant total de la retraite en fonction de l'âge de cessation d'activité (l' « estimation individuelle globale »). Cette mesure - extrêmement complexe à mettre en œuvre - est à la charge des trente-six régimes de retraite concernés, à qui on laisse jusqu'en 2007 pour la mettre en place.

## Critiques du diagnostic et des mesures par les acteurs sociaux

### Critiques des arguments officiels
Les opposants à la réforme considèrent qu'il fallait relativiser les conséquences du Papy boom (arrivée à la retraite de la génération du Baby boom et déséquilibres de la pyramide des âges induits). Ils misent sur la hausse de la productivité pour compenser cette hausse du nombre de retraités.
À l'opposé, ils soulignent également l'insuffisance de la réforme qui ne garantit la solidité du système des retraites qu'à la condition que le taux de chômage se situe entre 5 et 6 %. Pour ajuster la réforme en fonction de la situation effective, des rencontres avec les partenaires sociaux sont prévues tous les cinq ans.

### L'allongement de la durée de cotisation
Un des premiers effets de cette mesure est le fait que l'âge de départ effectif pour toucher une retraite à taux plein devient de plus en plus élevé, à l'exception des travailleurs ayant commencé à travailler avant 18 ans. Les opposants à la réforme soulignent que cela peut être une solution en contradiction avec l'évolution du marché du travail, marqué par un taux de chômage élevé pour les actifs de plus 50 ans. Néanmoins, ce n'est pas le cas dans les autres pays, ce qui pourrait montrer qu'un « changement de mentalité » est possible. En 2007, les mesures prises semblent insuffisantes, malgré des mesures jugées comme positives par les mouvements libéraux comme l'abrogation de la Contribution Delalande.

### La baisse des pensions
Les mécanismes de décote mis en place pour les fonctionnaires auront un effet à la baisse sur les pensions s'ils partent à la retraite sans remplir les conditions nécessaires en termes d'annuités. La décote (ou abattement) est réduite progressivement de moitié : elle passe de 2,5 % par trimestre manquant à 1,25 %.
Pour le secteur privé, selon Jean-Marie Toulisse, il n'y a pas de sécurité de l'emploi. Il déclare ainsi : « Ce n'est plus la loi qui fixe l'âge de notre retraite, c'est l'entreprise qui décide ». En effet, il est difficile pour un plus de 50 ans licencié de retrouver un emploi sur le marché du travail alors qu'il sait qu'il est proche de la retraite. Le niveau des pensions peut s'en ressentir à l'âge de la retraite.

### Les propositions alternatives

#### La hausse des cotisations
Les syndicats ont mis en avant la possibilité d'augmenter les cotisations sociales pour financer la retraite par répartition. Le gouvernement a écarté cette hypothèse, François Fillon arguant qu'une augmentation des cotisations induirait une augmentation du coût du travail qui « mettrait en péril la compétitivité de notre économie, c'est-à-dire l'emploi ».
Selon un scénario de Denis Kessler[réf. souhaitée], si les pensions restaient au même niveau, la part du PIB que la société devra consacrer au financement des retraites en 2040 sera de 18,5 % contre 12,5 % actuellement. Il aurait donc fallu une hausse de 6 points de la part du PIB consacrée aux retraites sur 40 ans. Cela paraissait acceptable aux syndicats qui plaidaient pour cette hausse. Ils défendaient un partage de la valeur ajoutée davantage en faveur des travailleurs, ainsi que l'élargissement de la base de prélèvement qui aurait permis de trouver de nouvelles sources de financement pour les retraites.

##### L'objectif de la diminution du ratio de dépendance
Les opposants à la réforme ont également souligné la possibilité de jouer sur le ratio de dépendance ou le ratio entre nombre d'actifs et nombre de retraités, par une augmentation du taux d'emploi des femmes ou par le recours à une immigration du travail. Ainsi, Esther Jeffers et Christiane Marty, deux membres d'Attac, chiffrent à 1,8 million le potentiel d'actifs que représentent les femmes inactives, soit 7 % de l'ensemble des actifs prévus pour 2020.

##### Le levier de la croissance
Le rapport Teulade s'était intéressé au taux de croissance moyen qui aurait permis à la part dévolue aux retraites dans le revenu national de rester stable : ce taux de croissance était alors estimé à 3,5 %. La France dans ce scénario connaîtrait une croissance comparable à celle des Trente Glorieuses, elle devrait recourir alors à des flux d'immigration importants et surtout à la création d'au moins 15 million d'emplois.
« Le scénario Teulade » est considéré comme invraisemblable, que ce soit de la part des contributeurs à la loi Fillon ou des opposants, mais un développement relativement rapide de l'économie française semble l'être un peu moins.[réf. nécessaire]

##### Taxer le capital?
Certains syndicats « réformateurs » ont cherché à trouver de nouvelles sources de financement au travers d'une taxation sur les revenus financiers. Elle soumettrait les ressources de la protection sociale à l'activité de la sphère financière. Or, cette activité financière qui est allée crescendo depuis 25 ans s'est faite aux dépens des salaires et voilà pourquoi les plus radicaux sont très sceptiques vis-à-vis de cette idée. La Cour des comptes a suggéré en 2007 de taxer les stock-options, mais son évaluation économique a été jugée très fantaisiste par de nombreux économistes

##### Alternatives
La réforme Fillon a été aussi critiquée par les partisans de la retraite par capitalisation et, plus généralement, des associations libérales comme Liberté Chérie, qui qualifiait le système actuel d'« inéquitable et instable car susceptible d'être modifié à loisir par l'État ». Un système par capitalisation ne serait pas plus risqué selon l'association : à l'inverse, il permettrait d'assurer un rendement de 3 à 4 % contre seulement 2,5 à 3 % pour un système par répartition, tout en permettant une allocation plus productive de l'épargne. L'association défendait un système de retraite par points, existant dans les régimes complémentaires, ainsi que la mise en place facultative d'un système par capitalisation. Cette approche est reprise par David Thesmar dans Le grand méchant marché : il écrit que l'absence de fonds de pension fait perdre à la société française le bénéfice des performances de ses entreprises, qui sont détenues à 45 % par des étrangers pour le CAC 40.

## Conséquences en 2006
La loi Fillon se fixait comme objectif d'agir sur le financement des régimes de retraite en différant l'âge de départ à la retraite. Ce mécanisme devait entraîner une hausse du montant global des cotisations retraite (les salariés restant au travail) et une baisse de la masse des pensions versées (les salariés différant leur départ à la retraite).
D'après le 5e rapport du COR, rendu public le 22 novembre 2007, « la masse des cotisations a été surestimée de 1 milliard d’euros en 2006 en raison d’hypothèses de progression des effectifs de cotisants et des salaires qui se sont révélées optimistes, et la masse des pensions a été sous-estimée de 1,5 milliard d’euros en 2006 notamment parce que l’hypothèse d’un recul des âges de départ à la retraite lié à la
réforme de 2003 ne s’est pas vérifiée ». En effet, la fréquence des départs à la retraite à 60 ans s’est accélérée et le nombre de départs anticipés pour carrière longue a été plus important que prévu.
Le dispositif mis en œuvre visait notamment à augmenter la durée de cotisation en augmentant la surcote pour les annuités de cotisation supplémentaires et en aggravant la décote pour les trimestres de cotisation manquants. Selon le rapport du COR, ce raisonnement n'a pas pu faire face à la réalité sociale : la majorité des salariés du secteur privé (60 % selon le COR) n’ont aucune possibilité de choisir de rester au travail ou de partir à la retraite car ils ne sont plus au travail au moment de leur départ à la retraite mais au chômage, en maladie ou en invalidité.
Le « Plan national » pour l’emploi des « seniors » apparaissait comme un corollaire indispensable au succès de la politique gouvernementale en matière de retraite. Il avait pour objectif d'augmenter le taux d'emploi des 55-64 ans qui est moins élevé en France (37,8 %) que dans l’ensemble de l’Union européenne (42,5 %). Selon le COR, il ne semble pas, « à ce jour, avoir infléchi les comportements des salariés et des employeurs ».
En 2006, les contrats d'épargne retraite représentaient un encours total de l'ordre de 100 milliards d'euros, et concernent plus de 6,5 millions de cotisants annuels.